# Hendrik Hubert Frehen
Hendrik Hubert Frehen (Waubach, 24 januari 1917 - Reykjavik, 31 oktober 1986) was een Nederlands geestelijke en bisschop van de Rooms-Katholieke Kerk.
Frehen trad toe tot de congregatie van de Montfortanen en werd op 18 december 1943 gewijd tot priester. Hij werd in 1969 door paus Paulus VI benoemd tot bisschop van Reykjavik. Met zijn benoeming werd het voormalige apostolisch vicariaat verheven tot bisdom. Zijn benoeming vloeide logisch voort uit de bemoeienis die de Nederlandse Montfortanen al decennialang hadden met de missie op IJsland. Hij ontving zijn bisschopswijding uit handen van Jan Theunissen, de Nederlandse Montfortaan die als apostolisch administrator in IJsland werkzaam was en van Petrus Moors, de bisschop van Roermond. Zijn wapenspreuk luidde: Perseverans cum Maria: Volhardend met Maria.
Frehen stierf in het ambt en werd opgevolgd door de Amerikaanse jezuïet Alfred James Jolson.